# Angela von Nowakonski
Angela von Nowakonski (São Paulo, 2 de febrero de 1953 - Campinas, 17 de julio de 2020) fue una médica, investigadora y profesora brasileña del Instituto de Patología Clínica de la Universidad Estatal de Campinas (Unicamp).

## Biografía
Nacida en São Paulo, Nowakonski se mudó a Campinas en la década de 1970 para estudiar medicina en la Unicamp, de donde más tarde se graduó especializándose en patología clínica con residencia en el Hospital de Clínicas de São Paulo, la Universidad de São Paulo (USP) y residencia en microbiología clínica en la Universidad de Toronto en Canadá. De regreso a la Unicamp, obtuvo el título de Máster en Patología Clínica. A partir de 1987 se desempeñó como jefa del Sector de Microbiología Clínica, División de Patología Clínica del Hospital de Clínicas de la Unicamp, siendo responsable de la formación médica en microbiología de los residentes de Patología Clínica e Infectología.
En 1992, Nowakonski fue uno de los miembros fundadores del Capítulo de Campinas de la Asociación de São Paulo para el Estudio y Control de Infecciones Hospitalarias (Associação Paulista de Estudos e Controle de Infecção Hospitalar - APECIH).
Nowakonski padecía leucemia desde hacía unos años, aunque llevaba una vida normal. Se había jubilado de la Unicamp y trabajaba en dos laboratorios privados de análisis clínicos en la ciudad de Campinas. Sin embargo, contrajo el virus de COVID-19 y estuvo hospitalizada durante aproximadamente dos semanas en el Hospital de la Pontificia Universidad Católica de Campinas. Falleció el 17 de julio de 2020, a la edad de 67 años.

### Libros
- NOWAKONSKI, Angela von. Microbiologia Clínica para o Control de Infecção Relacionada à Assistência à Saúde. Módulo 4 . Agência Nacional de Vigilância Sanitária . 2010.[5]

### Documentos
Artículos seleccionados en coautoría de Nowakonski:
- Cultivo semicuantitativo en el diagnóstico de sepsis relacionada con catéteres venosos (1992).
- Listeriosis y SIDA: reporte de un caso y revisión de la literatura (1992).
- Frecuencia relativa de microorganismos nosocomiales en el Hospital Universitario de la UNICAMP de 1987 a 1994 (1997).
- Epidemiología molecular de un brote nosocomial por Enterobacter cloacae y Enterobacter agglomerans en Campinas, São Paulo, Brasil (2000).
- La PCR anidada con fragmento MPB64 mejora el diagnóstico de tuberculosis pleural y meníngea (2000).
- Brote de sepsis por Enterobacter cloacae en una unidad de recién nacidos causado por una solución de nutrición parenteral total contaminada (2000).
- Reducción de la colonización e infección nosocomial por bacterias multirresistentes en una unidad neonatal después de la institución de medidas educativas y restricción en el uso de cefalosporinas (2001).
- Investigación diagnóstica de la neumonía asociada al ventilador mediante lavado broncoalveolar: estudio comparativo con una biopsia pulmonar post mortem (2001).
- Colonización nasal por MRSA de pacientes con sida atendidos en un hospital universitario brasileño (2002).
- Evaluación de la susceptibilidad de Fusarium solani Hyphae y Conidia a Anfotericina B e Itraconazol: Estudio de un caso clínico (2005).
- Baja prevalencia de colonización por enterococos resistentes a vancomicina en pacientes de cuidados intensivos en un hospital universitario brasileño (2006).
- Sepsis por Arcanobacterium pyogenes en granjero, Brasil (2009).
- Control de un brote de enterococos resistentes a la vancomicina en un hospital universitario brasileño (2010).
- Características microbiológicas de la sepsis en un hospital universitario (2015).